# Christlich-Soziale Bürger
Christlich-Soziale Bürger (CSB; in Garmisch-Partenkirchen: Christlich Soziales Bündnis) ist der Name von Wählervereinigungen in mehreren bayerischen Städten. Sie entstanden durch Abspaltungen aus der CSU und konnten bei der Kommunalwahl am 2. März 2008 in mehrere Kommunalparlamente einziehen. In Garmisch-Partenkirchen wurde Bürgermeister Thomas Schmid (früher CSU, jetzt CSB) wiedergewählt.
Nicht in diesem Kontext steht eine Wählervereinigung gleichen Namens in Küps im Landkreis Kronach, die schon seit Jahrzehnten existiert und zeitweise Listenverbindungen mit der CSU einging.

## Gründung der CSB
In Regensburg versuchte die CSU-Stadtratsfraktion im März 2007, ihr Mitglied Thomas Fürst (* 1971) auszuschließen, dem Machtstreben und Nähe zum Rechtsextremismus vorgeworfen wurden. Dies war Auslöser einer Spaltung der CSU, aus der die CSB hervorging. Fürst trat aus der CSU aus, wurde aber nicht, wie ursprünglich beabsichtigt, Spitzenkandidat der CSB, sondern war für deren Kommunalwahlliste als Berater tätig. Maßgebliches Zugpferd der Regensburger CSB ist der ehemalige CSU-Stadtrat Dr. Gero Kollmer. Kollmer gilt als vehementer Gegner des Oberbürgermeisters Hans Schaidinger und des CSU-Fraktionsvorsitzenden Schlegl.
In Coburg traten am 13. April 2007 sieben bisherige CSU-Stadträte aus der Fraktion aus und gründeten die neue CSB-Fraktion. Als Grund gaben sie eine von unsachlichen persönlichen Angriffen geprägte Streit- und Diskussionskultur innerhalb der CSU-Fraktion an. Die Mitglieder der CSB-Fraktion bekundeten die Absicht, Mitglieder der CSU zu bleiben. Die Wählergruppe Christlich-Soziale Bürger Coburg e. V. wurde am 13. Mai 2007 gegründet. Da der CSU-Stadtverband Coburg zwischenzeitlich ein Ausschlussverfahren gegen die auf der Liste der CSB zur Kommunalwahl 2008 kandidierenden Personen beantragt hatte, erklärten drei der vier neugewählten CSB-Stadträte sowie einige weitere CSB-Kandidaten am 8. März 2008 ihren Austritt aus der CSU.
In Garmisch-Partenkirchen war Thomas Schmid, damals CSU, 2002 zum Bürgermeister gewählt worden. Aufgrund von Differenzen um seinen Führungsstil stellte die CSU für die Wahl 2008 einen anderen Kandidaten auf. Daraufhin trat Schmid aus der CSU aus. Am 30. August 2007 wurde der Verein „CSB – Christlich Soziales Bündnis e. V. – Bürger für Garmisch-Partenkirchen“ gegründet, dessen Vorsitzender Thomas Schmid ist.

## Ergebnisse der Kommunalwahl 2008

### Stadträte und Gemeinderäte
- Garmisch-Partenkirchen: 33,84 % der Stimmen, 11 Sitze. Die CSB ist die größte Fraktion im neuen Gemeinderat.[6]
- Coburg, Stadtrat: 9,65 % der Stimmen, 4 Sitze[7]
- Regensburg, Stadtrat: 3,85 % der Stimmen, 2 Sitze[8]
- Sinzing, Gemeinderat: 6,40 % der Stimmen, 1 Sitz[9]

### Kreistage
- Landkreis Garmisch-Partenkirchen: 11,71 % der Stimmen, 7 Sitze[10]

### Oberbürgermeister und Bürgermeister

#### Gewählte Kandidaten
- Garmisch-Partenkirchen: Thomas Schmid wurde im ersten Wahlgang mit 52,20 % der Stimmen gewählt.[11] Der CSU-Kandidat Max Wank erreichte 17,08 % der Stimmen.

#### Unterlegene Kandidaten
Hier werden nur Kandidaten aus Städten ab 25.000 Einwohnern aufgelistet.
- Coburg: Gerhard Amend erreichte bei der Oberbürgermeisterwahl 8,69 % der Stimmen.[12]

## Ergebnisse der Kommunalwahl 2014

### Stadträte und Gemeinderäte
- Garmisch-Partenkirchen: 21,96 % der Stimmen, 7 Sitze.[13]
- Coburg, Stadtrat: 9,54 % der Stimmen, 4 Sitze[14]
- Regensburg, Stadtrat: 1,48 % der Stimmen, 1 Sitz[15]

### Kreistage
- im Landkreis Garmisch-Partenkirchen erreichte die gemeinsame Liste von CSB und Freie Landkreisbürger (FLB) 10,22 % der Stimmen und damit 6 Sitze[16]

### Landräte

#### Unterlegene Kandidaten
- im Landkreis Garmisch-Partenkirchen erreichte Johann Eitzenberger als Kandidat von CSB und FLB 15,53 % der Stimmen[17]

### Oberbürgermeister

#### Unterlegene Kandidaten
Hier werden nur Kandidaten aus Städten ab 25.000 Einwohnern aufgelistet.
- Coburg: Christian Müller erreichte bei der Oberbürgermeisterwahl 9,73 % der Stimmen.[18]

### Homepages der CSB
- CSB Coburg
- CSB Garmisch-Partenkirchen
- CSB Regensburg
- CSB Sinzing

### Berichte über die CSB
- oberpfalznet.de am 17. Dezember 2007 über die CSB Regensburg
- donaukurier.de am 25. Januar 2008 über die CSB Regensburg